# Brahim Traoré
Brahim Traoré (Rennes, 4 febbraio 2004) è un calciatore francese, difensore del Caen.

## Caratteristiche tecniche
È un difensore centrale.

## Carriera

### Club
È cresciuto nel settore giovanile del Caen, con cui ha debuttato il 3 aprile 2021 nell'incontro di Ligue 2 pareggiato 1-1 contro il Pau. Il 29 luglio seguente ha firmato il suo primo contratto professionistico ed il 1º marzo 2022 lo ha prolungato fino al 2026.
Il 31 gennaio 2023 è passato in prestito allo Standard Liegi che lo ha assegnato alla propria seconda squadra. A fine stagione è rientrato in Francia.

### Nazionale
Ha giocato con le nazionali giovanili francesi Under-16, Under-18 ed Under-20. Nel 2024 ha partecipato al Torneo Maurice Revello, dove è stato incluso nella miglior formazione della competizione.

## Statistiche

### Presenze e reti nei club
Statistiche aggiornate al 1º febbraio 2025.
| Stagione        | Squadra         | Campionato      | Campionato | Campionato | Coppe nazionali | Coppe nazionali | Coppe nazionali | Coppe continentali | Coppe continentali | Coppe continentali | Altre coppe | Altre coppe | Altre coppe | Totale | Totale | Totale |
| Stagione        | Squadra         | Comp            | Pres       | Reti       | Comp            | Pres            | Reti            | Comp               | Pres               | Reti               | Comp        | Pres        | Reti        | Pres   | Reti   |        |
| --------------- | --------------- | --------------- | ---------- | ---------- | --------------- | --------------- | --------------- | ------------------ | ------------------ | ------------------ | ----------- | ----------- | ----------- | ------ | ------ | ------ |
| 2020-2021       | Caen 2          | N2              | 1          | 0          | -               | -               | -               | -                  | -                  | -                  | -           | -           | -           | 1      | 0      |        |
| 2021-2022       | Caen 2          | N2              | 2          | 0          | -               | -               | -               | -                  | -                  | -                  | -           | -           | -           | 2      | 0      |        |
| 2022-2023       | Caen 2          | N2              | 9          | 0          | -               | -               | -               | -                  | -                  | -                  | -           | -           | -           | 9      | 0      |        |
| Totale Caen 2   | Totale Caen 2   | Totale Caen 2   | 12         | 0          |                 | -               | -               |                    | -                  | -                  |             | -           | -           | 12     | 0      |        |
| 2020-2021       | Caen            | L2              | 6          | 0          | CF              | 0               | 0               | -                  | -                  | -                  | -           | -           | -           | 6      | 0      |        |
| 2021-2022       | Caen            | L2              | 16         | 0          | CF              | 1               | 0               | -                  | -                  | -                  | -           | -           | -           | 17     | 0      |        |
| 2022-gen. 2023  | Caen            | L2              | 3          | 0          | CF              | 1               | 0               | -                  | -                  | -                  | -           | -           | -           | 4      | 0      |        |
| gen.-giu. 2023  | SL16            | D2              | 12         | 0          | -               | -               | -               | -                  | -                  | -                  | -           | -           | -           | 12     | 0      |        |
| 2023-2024       | Caen            | L2              | 37         | 0          | CF              | 1               | 0               | -                  | -                  | -                  | -           | -           | -           | 38     | 0      |        |
| 2024-2025       | Caen            | L2              | 13         | 0          | CF              | 1               | 0               | -                  | -                  | -                  | -           | -           | -           | 14     | 0      |        |
| Totale Caen     | Totale Caen     | Totale Caen     | 75         | 0          |                 | 4               | 0               |                    | -                  | -                  |             | -           | -           | 79     | 0      |        |
| Totale carriera | Totale carriera | Totale carriera | 99         | 0          |                 | 4               | 0               |                    | -                  | -                  |             | -           | -           | 103    | 0      |        |